# جری ساگز
جری ساگز (انگلیسی: Jerry Sags؛ زادهٔ ۵ ژوئیهٔ ۱۹۶۴) کشتی‌گیر کشتی حرفه‌ای اهل ایالات متحده آمریکا است.